# Сільський господар (журнал)
- «Сільський господар» — двотижневик сільськогосподарської кооперації та практики сільського господарства, виходив у Києві від 1 липня 1918 до кінця 1919 як видання Центрального українського сільськогосподарського кооперативного союзу (Централ).
- «Сільський господар» — двотижневик, орган Центрального союзу сільськогосподарської кооперації України «Сільський господар», виходив у Харкові в 1922—1926 роках; у 1927—1928 — під назвою «Коопероване село», що разом з журналом «Радянський кредит» дало базу для двотижневика «Кооперована громада» (1928—1930).
- «Сільський господар» — популярний хліборобський журнал, орган товариства «Сільський господар». Виходив у Львові у 1926—1939 роках як двотижневик (наклад близько 10 000). Редакторами «Сільського господаря» були (за чергою) Є. Храпливий, П. Дубрівний, Михайло Боровський, П. Зелений; в Ярославі з середини 1940 до кінця 1941 як місячник за редакцією Л. Бачинського (накладом Українського видавництва у Кракові); у Львові 1942—1944 як тижневик (накладом Хліборобського товариства) за редакцією І. Драбатого (наклад 52 000)[1].
- «Сельскій Господаръ» — двотижневик для селян, виходив у Чернівцях язичієм (1878—1879; 19 частин); видавець і редактор — М. Димитрієвич.
- «Сільський господар» — всеукраїнська громадсько-політична газета. Виходить від 2017 року.